# Ludwig Brännström
Ludwig Brännström, född 9 juli 1876 i Burträsk, Västerbottens län, död 14 januari 1951 i Skellefteå landsförsamling, var en svensk lantbrukare och politiker (i Högerpartiet). Han var bror till den folkpartistiske riksdagsmannen Nils Brännström.
Brännström var verksam som lantbrukare och kommunalpolitiker i Skellefteå. Han var ledamot av riksdagens andra kammare 1919–1928 och 1933–1936, invald i Västerbottens läns valkrets.